# Dyscritomyia
Dyscritomyia (лат.) — род мух из семейства каллифорид, эндемик Гавайских островов.

## Внешнее строение
Мухи преимущественно металлической окраски, частично опылённые и коричневато-жёлтые. Ариста перистая, не утолщённая в середине. У самцов на II—V тергитах брюшка обычно имеются две срединные дискальные щетинки. У самок эти щетинки могут отсутствовать на третьем и четвёртом тергитах. У обоих полов их нет только у вида Dyscritomyia alta.

## Образ жизни
Имаго встречаются в горах на высоте более 600 м над уровнем моря, отмечены на экскрементах млекопитающих и птиц, а также разлагающихся мёртвых членистоногих и наземных моллюсках. Биологические особенности личинок слабо изучены. Предполагается, что они являются факультативными паразитами и сапрофагами. Личинки были обнаружены в телах улиток рода Achatinella и гусеницах бражников. У самок в яичнике содержится по две яйцевые трубочки. Яйцо крупное (2 мм и более), личинки развиваются в теле самки до второго возраста. За раз самка рождает одну личинку.

## Классификация
Род относят к подсемейству Luciliinae, он включает 35 видов.